# كريستوفر فيلد
كريستوفر فيلد (بالإنجليزية: Christopher Field)‏ هو عالم نبات أمريكي، ولد في 1953.